# Никель-кадмиевый аккумулятор
Никель-ка́дмиевый аккумуля́тор (NiCd) — вторичный химический источник тока, в котором катодом является гидроксид никеля Ni(OH)2 с графитовым порошком (около 5—8 %), электролитом — гидроксид калия KOH плотностью 1,19—1,21 с добавкой гидроксида лития LiOH (для образования никелатов лития и увеличения ёмкости на 21—25 %), анодом — гидроксид кадмия Cd(OH)2 или металлический кадмий Cd (в виде порошка).
ЭДС никель-кадмиевого аккумулятора — около 1,37 В, удельная энергия — порядка 45—65 Вт·ч/кг. В зависимости от конструкции, режима работы (длительные или короткие разряды) и чистоты применяемых материалов, срок службы составляет от 100 до 900 циклов заряда-разряда. Современные (ламельные) промышленные никель-кадмиевые батареи могут служить до 20—25 лет. Никель-кадмиевые аккумуляторы (NiCd) наряду с никель-солевыми аккумуляторами могут храниться разряженными, в отличие от никель-металл-гидридных (NiMH) и литий-ионных аккумуляторов (Li-ion), которые нужно хранить заряженными. Ввиду того что эти аккумуляторы содержит токсичный кадмий, они выходят из использования в быту и промышленности (заменяются литий-полимерными, литий-титанатными и никель-металл-гидридными), но сохраняются в аппаратуре военного назначения, из-за работоспособности при низких температурах.

## История изобретения
В 1899 году Вальдмар Юнгнер (Waldmar Jungner) из Швеции изобрёл никель-кадмиевый аккумулятор, в котором в качестве положительного электрода использовался никель, а в качестве отрицательного — кадмий. Двумя годами позже Эдисон предложил альтернативную конструкцию, заменив кадмий железом. Из-за высокой (в сравнении с сухими или свинцово-кислотными аккумуляторами) стоимости, практическое применение никель-кадмиевых и никель-железных аккумуляторов было ограниченным.
После изобретения в 1932 году Шлехтом (Shlecht) и Акерманом (Ackermann) спрессованного анода было внедрено много усовершенствований, что привело к более высокому току нагрузки и повышенной долговечности. Хорошо известный сегодня герметичный никель-кадмиевый аккумулятор стал доступен только после изобретения Ньюманом (Neumann) полностью герметичного элемента в 1947 году.

## Принцип действия
Принцип действия никель-кадмиевых аккумуляторов основан на обратимом процессе:
2NiOOH + Cd + 2H2O ↔ 2Ni(OH)2 + Cd(OH)2 E0 = 1,37 В.
Никелевый электрод представляет собой пасту метагидроксида никеля, смешанную с проводящим материалом и нанесенную на стальную сетку, а кадмиевый электрод — стальную сетку с впрессованным в неё губчатым кадмием. Пространство между электродами заполнено желеобразным составом на основе влажной щёлочи, который замерзает при −27°С. Индивидуальные ячейки собирают в батареи, обладающие удельной энергией 20—35 Вт⋅ч/кг и имеющие большой ресурс — несколько тысяч зарядно-разрядных циклов.

## Параметры
- Теоретическая энергоёмкость: 237 Вт·ч/кг
- Удельная энергоёмкость: 45—65 Вт·ч/кг
- Удельная энергоплотность: 50—150 Вт·ч/дм³
- Удельная мощность: 150—500 Вт/кг
- ЭДС: 1,38 В
- Рабочее напряжение: 1,35—1,0 В
- Нормальный ток зарядки: 0,1—1 C, где С — ёмкость
- Срок службы: около 100—900 циклов заряда/разряда.
- Саморазряд: 10 % в месяц
- Рабочая температура: −50…+40 °C

В настоящее время использование никель-кадмиевых аккумуляторов сильно ограничено по экологическим соображениям, поэтому они применяются только там, где использование других систем невозможно, а именно — в устройствах, характеризующихся большими разрядными и зарядными токами и работающими при низких температурах. Типичный аккумулятор для летающей модели можно зарядить за полчаса, а разрядить за пять минут. Благодаря очень низкому внутреннему сопротивлению аккумулятор не нагревается даже при зарядке большим током. Только когда аккумулятор полностью зарядится, начинается заметный разогрев, что и используется большинством зарядных устройств как сигнал окончания зарядки. Конструктивно все никель-кадмиевые аккумуляторы оснащены прочным герметичным корпусом, который выдерживает внутреннее давление газов в тяжёлых условиях эксплуатации.
Цикл разряда начинается с 1,35 В и заканчивается на 1,0 В (соответственно 100 % ёмкости и 1 % оставшейся ёмкости)
Электроды никель-кадмиевых аккумуляторов изготавливаются как штамповкой из листа, так и прессованием из порошка. Прессованные электроды более технологичны, дешевле в производстве и обладают более высокими показателями рабочей ёмкости, в связи с чем все аккумуляторы бытового назначения имеют прессованные электроды. Однако прессованные системы подвержены так называемому «эффекту памяти». Эффект памяти проявляется, когда аккумулятор подвергают зарядке раньше, чем он реально разрядится. В электрохимической системе аккумулятора появляется «лишний» двойной электрический слой и его напряжение снижается на 0,1 В. Типичный контроллер устройства, использующего аккумулятор, интерпретирует это снижение напряжения как полный разряд батареи и сообщает, что батарея «плохая». Реального снижения энергоёмкости при этом не происходит, и хороший контроллер может обеспечить полное использование ёмкости аккумулятора. Тем не менее, в типичном случае контроллер побуждает пользователя выполнять всё новые и новые циклы зарядки. А это и приводит к тому, что пользователь своими руками, из лучших побуждений, «убивает» батарею. То есть можно сказать, что батарея выходит из строя не столько от «эффекта памяти» прессованных электродов, сколько от «эффекта беспамятства» недорогих контроллеров.
Бытовой никель-кадмиевый аккумулятор, разряжаемый и заряжаемый слабыми токами (например, в пульте дистанционного управления телевизора), быстро теряет ёмкость, и пользователь считает его вышедшим из строя. Так же и аккумулятор, длительное время стоявший на подзарядке (например, в системе бесперебойного питания) потеряет ёмкость, хотя его напряжение будет правильным. То есть использовать никель-кадмиевый аккумулятор в буферном режиме нельзя. Тем не менее, один цикл глубокой разрядки и последующая зарядка полностью восстановят ёмкость аккумулятора.
При хранении NiCd-аккумуляторы также теряют ёмкость, хотя и сохраняют выходное напряжение. Чтобы избежать неверной разбраковки при снятии аккумуляторов с хранения, рекомендуется хранить их в разряженном виде — тогда после первой же зарядки аккумуляторы будут полностью готовы к использованию.
Для полной разрядки батареи и выравнивания напряжений на каждом разряжаемом элементе можно подключить цепочку из двух кремниевых диодов и резистора на каждый элемент, тем самым ограничив напряжение на уровне 1—1,1 В на элемент. При этом падение напряжения на каждом кремниевом диоде составляет 0,5—0,7 В, поэтому выбирать диоды для цепочки необходимо вручную, используя, например, мультиметр.
После длительного хранения батареи необходимо провести два-три цикла заряд/разряд током, численно равным номинальной ёмкости (1C), чтобы она вошла в рабочий режим и работала с полной отдачей.

## Области применения
Малогабаритные никель-кадмиевые аккумуляторы используются в различной аппаратуре как замена стандартного гальванического элемента, особенно если аппаратура потребляет большой ток. Так как внутреннее сопротивление никель-кадмиевого аккумулятора на один-два порядка ниже, чем у обычных марганцево-цинковых и марганцево-воздушных батарей, мощность выдаётся стабильнее  и без перегрева.
Никель-кадмиевые аккумуляторы применяются на электрокарах (как тяговые), трамваях и троллейбусах (для питания цепей управления), речных и морских судах. Широко применяются в авиации в качестве бортовых аккумуляторных батарей самолётов и вертолётов. Используются как источники питания для автономных шуруповёртов/винтовёртов и дрелей, однако здесь намечается тенденция к вытеснению их высокотоковыми батареями различных литиевых систем.
Несмотря на развитие других электрохимических систем и ужесточение экологических требований, никель-кадмиевые аккумуляторы остаются основным выбором для высоконадёжных устройств, потребляющих большую мощность, и для которых обязательно сохранение работоспособности при низких температурах, например фонарей для дайвинга и шахтёрских фонарей, а также для аппаратуры военного назначения.
Длительный срок хранения, относительная нетребовательность к постоянному уходу и контролю, способность стабильно работать на морозе до −40 °C и отсутствие возможности возгорания при разгерметизации в сравнении с литиевыми, малый удельный вес в сравнении со свинцовыми и дешевизна в сравнении с серебряно-цинковыми, меньшее внутренне сопротивление, большая надёжность и морозостойкость в сравнении с NiMH обуславливают по-прежнему широкое применение никель-кадмиевых аккумуляторов в военной технике, авиации и портативной радиосвязи - пока ничего более оптимального и такого же дешёвого для этих сфер предложено не было.

### Дисковые никель-кадмиевые аккумуляторы
Никель-кадмиевые аккумуляторы выпускаются также в малогабаритной герметичном «таблеточном» конструктиве, подобно батарейкам для часов или электронных весов. Электроды в таком аккумуляторе — две прессованные тонкие таблетки из активной массы, сложенные в пакет с сепаратором и плоской пружиной и завальцованные в никелированный стальной корпус диаметром с монету. Используются для питания различных, в основном маломощных, нагрузок (током C/10-C/5). Допускают только небольшие зарядные токи, не более С/10, так как внутри корпуса должна успевать происходить рекомбинация выделяющихся газов. Благодаря замкнутой конструкции допускают длительный перезаряд с непрерывной рекомбинацией и выделением избыточной энергии в виде тепла. Напряжение такого аккумулятора ниже, чем у негерметичного, и мало изменяется в процессе разряда вследствие избытка активной массы катода, создаваемого с целью ускорения рекомбинации кислорода.
Дисковые аккумуляторы (как правило, в батареях по 3 шт. в общей оболочке, типоразмера аналогичного советскому Д-0,06) широко применялись в персональных компьютерах выпуска 1980—1990-х годов, в частности PC-286/386 и ранних 486, для питания энергонезависимой памяти настроек и часов реального времени при отключенном сетевом питании. Срок службы аккумуляторов в таком режиме составлял несколько лет, после чего батарея, в большинстве случаев — впаянная в материнскую плату, подлежала замене. С развитием CMOS-технологии и уменьшением потребляемой мощности NVRAM и RTC аккумуляторы были вытеснены одноразовыми литиевыми элементами ёмкостью порядка 200 мА·ч (CR2032 и др.), устанавливаемыми в гнёзда-защёлки и легко заменяемыми пользователем, с аналогичным сроком непрерывной работы.
В СССР дисковые аккумуляторы были практически единственными доступными в широкой продаже аккумуляторами (кроме автомобильных и, позднее, NiCd размера AA на 450 мА·ч). Помимо отдельных элементов, предлагалась 9-вольтовая батарея из семи аккумуляторов Д-0,1 с разъёмом, аналогичным «Кроне», которая, однако, входила в отсек питания не у всех радиоприёмников, для которых предназначалась. Поставлялись только простейшие (оттого дешёвые и доступные) бестрансформаторные зарядные устройства с током С/10, заряжавшие аккумулятор или батарею примерно за 14 часов (время контролировалось пользователем).
| Название аккумулятора | Диаметр, мм | Высота, мм | Напряжение, В | Ёмкость, А·ч | Рекомендуемый ток разряда, мА | Применение |
| --------------------- | ----------- | ---------- | ------------- | ------------ | ----------------------------- | --- |
| Д-0,03                | 11,6        | 5,5        | 1,2           | 0,03         | 3                             | фотоаппараты, слуховые аппараты                                                                                               |
| Д-0,06                | 15,6        | 6,4        | 1,2           | 0,06         | 12                            | фотоаппараты, фотоэкспонометры, слуховые аппараты, дозиметры                                                                  |
| Д-0,125               | 20          | 6,6        | 1,2           | 0,125        | 12,5                          | аккумуляторные электрические фонарики[уточнить], миниатюрные радиоприёмники                                                   |
| Д-0,26                | 25,2        | 9,3        | 1,2           | 0,26         | 26                            | аккумуляторные электрические фонарики, фотовспышки, калькуляторы (Б3-36)                                                      |
| Д-0,55                | 34,6        | 9,8        | 1,2           | 0,55         | 55                            | прицел ночного видения 1ПН58 (блок из пяти Д-0.55С), фотовспышки, аккумуляторные электрические фонарики, калькуляторы (Б3-34) |
| 7Д-0,125              |             |            | 8,4           | 0,125        | 12,5                          | замена батарее Крона |

## Производители
NiCd-аккумуляторы производят множество фирм, в том числе такие крупные интернациональные компании, как GP Batteries, Samsung (под брендом Pleomax), VARTA, GAZ, Konnoc, Metabo, EMM, Advanced Battery Factory, Panasonic/Matsushita Electric Industrial, Ansmann и др. Среди российских производителей можно назвать НИАИ (создан на базе Центральной аккумуляторной лаборатории, 1946 г.), «Космос», ЗАО «Опытный завод НИИХИТ», АО «НИИХИТ».

## Безопасная утилизация
Плавка продуктов утилизации NiCd-аккумуляторов происходит в печах при высоких температурах, кадмий в этих условиях становится чрезвычайно летучим, и в случае, если печь не оборудована специальным улавливающим фильтром, токсичные вещества (например пары кадмия) выбрасываются во внешнюю среду, отравляя окружающие территории.
Вследствие этого оборудование для утилизации — более дорогое, чем для утилизации свинцовых батарей.